# Ernst Hallier
Ernst Hans Hallier, född 15 november 1831 i Hamburg, död 19 december 1904 i Dachau, var en tysk botaniker.
Hallier var 1865–1884 extra ordinarie professor vid Jena universitet. Han studerade främst svamparna och uppträdde mot den senare allmänt förhärskande åsikten, att de vid jäsnings-, förruttnelse- och förmultningsprocesser liksom vid sjukdomar uppträdande svampbildningarna vore för var och en av dessa karakteristiska, självständiga organismer, och antog, att de förvandlar sig den ena till den andra alltefter det substrat, på vilket sporerna utvecklar sig.
Bland Halliers skrifter kan nämnas Die pflanzlichen Parasiten des menschlichen Körpers (1866) och Phytopathologie. Die Krankheiten der Kulturgewächse (1868). Han ombesörjde en ny bearbetning av Diederich Franz Leonhard von Schlechtendals, Christian Eduard Langethals och Ernst Schenks "Flora von Deutschland" (femte upplagan, 30 band, 1880–1888).
Auktorsnamnet Hallier kan användas för Ernst Hallier i samband med ett vetenskapligt namn inom botaniken; se Wikipediaartiklar som länkar till auktorsnamnet.